# Raul Meireles
Raul José Trindade Meireles (født 17. marts 1983) er en portugisisk fodboldspiller. Gennem sin karriere har han spillet for blandt andet FC Porto, Liverpool og Chelsea.
Meireles har (pr. april 2018) spillet 73 kampe og scoret 10 mål for Portugals landshold. Han var en del af landsholdets trup ved EM 2008, hvor han scorede det andet mål i 2-0-sejren over Tyrkiet. Han blev også udtaget til VM i 2010 og VM i 2014.